# Kummani
Kummani era una ciutat de la zona de frontera que limitava Mitanni i l'Imperi Hitita, situada entre Tegarama i Armatana, al nord-est de Kizzuwatna. Probablement el nom de Commagena deriva de Kummani.
Mursilis II durant el novè any del seu mandat, tenia una situació política complicada, amb una rebel·lió a Síria, a la ciutat de Nuhase, a la que ajudaven els egipcis. Però el rei hitita va preferir les seves obligacions religioses abans que les militars, i va enviar el seu germà Sarri-Kusuh a resoldre el conflicte. Ell va anar a Kummani, cridat pel sacerdot de la ciutat, a celebrar un ritual religiós, que havia de ser molt important, ja que també hi va assistir una mica més tard, Sarri-Kusuh, rei de Carquemix. El text hitita diu que Sarri-Kusuh va emmalaltir i va morir, i el van enterrar amb els rituals sagrats dels esperits dels morts.
Aquesta ciutat s'ha identificat amb la romana Comana de Capadòcia.